# Neoperla osage
Neoperla osage és una espècie d'insecte plecòpter pertanyent a la família dels pèrlids.

## Hàbitat
En el seu estadi immadur és aquàtic i viu a l'aigua dolça, mentre que com a adult és terrestre i volador.

## Distribució geogràfica
Es troba als Estats Units: Arkansas, Illinois, Iowa, Indiana, Missouri i Oklahoma.